# Alessandro Fontana (storico)
Alessandro Fontana (1939 – 17 febbraio 2013) è stato uno storico italiano.

## Biografia
Docente alla École normale supérieure de Fontenay-Saint-Cloud, tradusse e curò per Einaudi opere di  Michel Foucault, Paul Bairoch, Gilles Deleuze, Felix Guattari. Suoi saggi apparvero nella Storia d'Italia Einaudi, nella Letteratura Italiana Einaudi e sulla rivista "aut aut".

## Opere principali
- Il vizio occulto, Ancona, Transeuropa, 1989
- Polizia dell'anima: voci per una genealogia della psicanalisi, Firenze, Ponte alle Grazie, 1990
- Venezia: la verità delle maschere, Verona, Scripta, 2014
- La scena, Venezia, Marsilio, 2019
- Lezioni sulla sicurezza, Milano-Udine, Mimesis, 2021